# Rosa Martha Fernández
Rosa Martha Fernández Vargas  (México) es una directora, guionista y productora de cine y vídeo, teatro y televisión, psicóloga social, profesora, actriz y escritora mexicana especialmente conocida por ser una de las mujeres pioneras del cine mexicano. Junto a otras estudiantes del Centro Universitario de Estudios Cinematográficos de la Universidad Nacional Autónoma de México, fue fundadora en 1975 del Colectivo Cine Mujer. Sus obras abarcan tanto ficción como documental con posicionamiento feminista. Fue directora general de TV UNAM de 1989 a 1992.

## Trayectoria
Es egresada del Centro Universitario de Estudios Cinematográficos de la Universidad Nacional Autónoma de México (CUEC-UNAM). Activista feminista, fue partícipe de la generación de realizadores del cine militante de los 70 e integrante de la Cooperativa de Cine Marginal, con Paco Ignacio Taibo II, Guadalupe Ferrer Andrade, Armando Bartra, entre otros. El cine se convirtió para ella en un trabajo político, tanto para la cooperativa como para su propia militancia en el movimiento feminista y fundó junto a Beatriz Mira y Odile Herrenschmitd el colectivo Cine Mujer (1975-1987) un espacio para proyectos fílmicos relacionados con la denuncia de la opresión de las mujeres. Sus trabajos se centraron en temas como el aborto, la violación, el trabajo doméstico, la prostitución, la sexualidad y las mujeres en la maquila.
En 1978 estrenó Cosas de mujeres, película que dirigió, escribió y produjo con la historia de una estudiante que desea abortar y el médico clandestino que la atiende la humilla y realiza mal la operación. La joven tiene fuertes secuelas y debe ser llevada a un hospital. También se muestran entrevistas con otras mujeres que han abortado clandestinamente y estadísticas al respecto.
Un año después fue directora y coguionista del documental Rompiendo el silencio (1979) una pieza que utiliza la ficción para denunciar la violación en México y reflexionar sobre los diferentes tipos de violencia vinculados con la agresión sexual: la ejercida por un aparato legal clasista, la connivencia de la institución eclesiástica, y el rechazo y la discriminación social y familiar de las víctimas; además de presentar alternativas comunitarias de apoyo a las víctimas.
En 1989 asumió la dirección general de TV UNAM (1989-1992). Durante su gestión al frente de la televisión universitaria se produjeron diversas video-danzas y trabajó con importantes compañías y los más destacados coreógrafos mexicanos. Entre sus trabajos vinculados a la danza se encuentran “Danza Picnic” (2002) y “Entre paredes de agua” (2010) por el que recibió varios premios.
En 2012, fue parte del colectivo Ensamble Húmedo que tiene por objetivo "recuperar la mirada femenina de la pornografía".

## Filmografía

### Dirección
- Cosas de mujeres (1978)
- Rompiendo el silencio (1979)
- La Mujer en la Revolución (1981)
- Nicaragua Semilla de Soles (1984)
- El problema está en el aire (1985)
- Prisma universidad (1985) Documental. Series tV
- La respuesta está en el aire (1986)
- Reporte Meteorológico (1998)
- Casa dividida (1988)
- Danza picnic (2002)
- Cuatro Esquinas Cuarto de uno (2003)
- Modelo para Armar (2007)
- Entre Paredes de Agua (2010)

### Guionista
- Cosas de mujeres (1978)
- Arte y cultura (1996) Documental
- Danza picnic (2002)
- Espejo de linces (2002)

### Productora
- Cosas de mujeres (1978)
- Rompiendo el silencio (1979)
- Danza picnic (2002)

### Actriz
- A Pie de la letra (1978) Corto

### Edición
- Danza picnic (2002)

## Premios y reconocimientos
- Festival Pantalla de Cristal de México. Mejor música con Entre paredes de agua (2010)
- Festival Dones en Arts en Valencia. Mejor videocreación con Entre paredes de agua (2010)[10]